# Ananaskorst
Ananaskorst (Lepra amara) is een korstmossoort uit de familie Pertusariaceae. Het leeft in symbiose met een chlorococcoïde alg.

## Determinatie

### Uiterlijke kenmerken
Ananaskorst is een korstvormig korstmos. Het thallus is meestal vrij dik, maar soms ook dun. Het oppervlak is ruw, bobbelig of gerimpeld, soms verdeeld in percelen. Het is lichtgrijs tot donkergrijs van kleur en heeft een zeer bittere smaak. Het prothallus is bleker en soms gestreept. Soralen zijn altijd in grote aantallen aan de oppervlakte aanwezig, alleen of in groepen en versmelten vaak met elkaar. Ze hebben een diameter van 0,2–2 mm. rond of halfrond van vorm en ver naast het thallus. Het thallus bevat protococcoïde algen. Apotheciën worden slechts zelden gevormd.
Deze soort heeft de volgende kenmerkende kleurreacties: P− of zelfde P+ (rood oranje), K−, C−, KC+ (violetrood) 

### Microscopische kenmerken
In elke ascus wordt slechts één eencellige, kleurloze en dikwandige spore gevormd van 130–150 × 40–50 μm.

## Ecologie
Ananaskorst leeft op vochtige, niet-eutrofe standplaatsen. Het groeit op naald- en loofbomen met licht zure schors. De soort komt voor op bomen zoals esdoorn, es, linde en fruitbomen zoals appel en peer. In bossen groeit de soort het liefst op beuken en eiken.

## Verspreiding
Het verspreidingsgebied van ananaskorst is wijdverspreid over de wereld, voornamelijk op het noordelijk halfrond. Het is het talrijkst in Noord-Amerika en Europa, maar komt ook voor in Azië, Midden-Amerika, de noordelijke regio's van Zuid-Amerika en Afrika, en in Australië.
In Nederland is ananaskorst vrij zeldzaam. Het staat op de Nederlandse Rode Lijst in de categorie 'Kwetsbaar'.